# Hmong (llengua)
Hmong (romanitzat com Hmoob), Mongo Moob) és el nom comú per un contínuum de dialectes de la branca occidental de la família lingüística Hmong-Mien parlats pels Hmong de Sichuan, Yunnan, Guizhou, Guangxi, nord del Vietnam, Tailàndia, i Laos. El nombre total de parlants s'estima en més de 4 milions incloent uns 200.000 Hmongs estatunidencs. Alguns dialectes són mútuament intel·ligibles i altres són tan diferents que es consideren llengües separades. És una llengua tonal que fa servir set tons diferents. És una llengua aïllant, i generalment s'escriu en un alfabet romanitzat anomenat Alfabet Pollard (RPA).

## Exemple
Puab taab tom haus dlej.

Ells beuen aigua.